# Sepedon stuckenbergi
Sepedon stuckenbergi är en tvåvingeart som beskrevs av Verbeke 1961. Sepedon stuckenbergi ingår i släktet Sepedon och familjen kärrflugor.
Artens utbredningsområde är Madagaskar. Inga underarter finns listade i Catalogue of Life.